# NGC 36

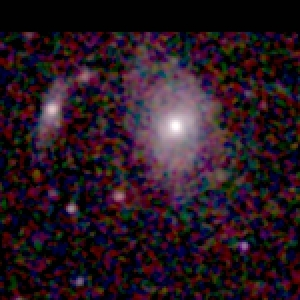
NGC 36 par le relevé 2MASS.

NGC 36 est une vaste galaxie spirale intermédiaire située dans la constellation des Poissons. NGC 36 a été découverte par l'astronome germano-britannique William Herschel en 1785.

## Caractéristiques
Sa vitesse par rapport au fond diffus cosmologique est de 5 670 ± 25 km/s, ce qui correspond à une distance de Hubble de 83,6 ± 5,9 Mpc (∼273 millions d'al).
La classe de luminosité de NGC 36 est II et elle présente une large raie HI.
En raison d'une brillance de surface égale à 14,26 mag/am2, on peut qualifier NGC 36 de galaxie à faible brillance de surface (LSB en anglais pour low surface brightness). Les galaxies LSB sont des galaxies diffuses (D) avec une brillance de surface inférieure de moins d'une magnitude à celle du ciel nocturne ambiant.
À ce jour, sept mesures non basées sur le décalage vers le rouge (redshift) donnent une distance de 69,429 ± 4,622 Mpc (∼226 millions d'al), ce qui est à l'extérieur des valeurs de la distance de Hubble. Notons cependant que c'est avec la valeur moyenne des mesures indépendantes, lorsqu'elles existent, que la base de données NASA/IPAC calcule le diamètre d'une galaxie et qu'en conséquence le diamètre de NGC 36 pourrait être d'environ 65,7 kpc (∼214 000 al) si on utilisait la distance de Hubble pour le calculer.